# Brachinus cordicollis
Brachinus cordicollis är en skalbaggsart som beskrevs av Pierre François Marie Auguste Dejean. Brachinus cordicollis ingår i släktet Brachinus och familjen jordlöpare. Inga underarter finns listade i Catalogue of Life.